# Руэда Медина, Арнольдо
Арнольдо Руэда Медина (исп. Arnoldo Rueda Medina, известен как Ла Минса; род. 15 декабря 1969, Мехико) — мексиканский торговец наркотиками, был одним из основателей и позже лидером мичоаканской наркокартеля Ла Фамилиа. Арестован в 2009 году Федеральной полицией Мексики. После ареста Арнольдо Руэда Медины Картель Ла Фамилиа атаковал федеральные войска в семи городах Мексики. В ходе атак были убиты более 12 агентов федеральной службы.
Руэда начинал с угонов автомобилей. В 2004 году был нанят наркокартелем Миленио.